# Coward
Pour les articles homonymes, voir Coward (homonymie).
Albums de Made Out of Babies
Trophy
(2005) The Ruiner
(2008)
Coward est le deuxième album du groupe new-yorkais Made Out of Babies. Il est sorti en 2006 sur Neurot recordings.

## Liste des Morceaux[1]
Toutes les chansons sont écrites et composées par Made out of Babies.
| No | Titre              | Durée |
| -- | ------------------ | ----- |
| 1. | Silverback         | 03:32 |
| 2. | Proud to Drown     | 04:54 |
| 3. | Fed                | 04:31 |
| 4. | Mandatory Bed Rest | 04:49 |
| 5. | Death in April     | 04:34 |
| 6. | Out                | 04:49 |
| 7. | Lullaby 03         | 01:35 |
| 8. | Mr. Prison Shanks  | 03:38 |
| 9. | Gunt               | 04:57 |

## Crédits[2]

### Musiciens
- Julie Christmas : chant
- Matthew Egan : batterie
- Bunny : guitare
- Cooper : basse

### Production
- Steve Albini : production, ingénieur du son
- John Golden : matriçage
- Norbert Gariety : Photographie

## Composition
Les paroles de Death in April sont inspirées d'un poème de Penny Geoghan.

## Liens avec l'album précédent
- Out est la version complète du morceau du même nom se trouvant sur le premier album du groupe, Trophy
- De même, Lullaby 03 est une référence directe à Lullaby No.1 et Lullaby No.2, se trouvant sur ce même album.